# Alexandre Hollan
Alexandre Hollan (* 29. Dezember 1933 in Budapest als Sándor Hollán) ist ein ungarisch-französischer Maler und Zeichner.

## Leben
Alexandre Hollan wuchs in Budapest und auf dem Land in Transdanubien (Westungarn) auf. Er verlebte eine glückliche Kindheit unter privilegierten Umständen und besuchte das Gymnasium in Pannonhalma und Budapest. Ab 1950 begann er sich beim Maler Emmanuel Béla zum Kunstmaler auszubilden. 1952 wurde er jedoch vom autoritären kommunistischen Regime nicht zum Studium an der Kunstakademie zugelassen. Er leistete seinen Militärdienst ab und besuchte eine Schule für Theaterausstattung, die er 1955 mit dem Diplom abschloss. Anschließend bekam er eine Anstellung als Bühnenbildner bei einem kleinen Theater in Eger. Während seiner Ausbildung begann er in seiner Freizeit Landschaften zu malen, wobei er sich an Rembrandt orientierte, insbesondere was die Lichtgestaltung angeht. 
Als Folge des Volksaufstands von 1956 emigrierte Hollan nach Paris. Dort konnte er die verpasste Ausbildung als Kunstmaler nachholen: Er nahm ein Studium an der École des Beaux-Arts auf, unter anderem bei Roger Chapelain-Midy, und besuchte anschließend die École des Arts Décoratifs, die er 1962 als diplomierter Grafikdesigner verließ. Gleichzeitig lernte er die zeitgenössische Malerei kennen, von der er in Ungarn nichts mitbekommen hatte und die sein Kunstverständnis grundlegend veränderte: Bram van Velde, Franz Kline, Mark Rothko und vor allem Giorgio Morandi, den er später als seinen künstlerischen „Vater“ bezeichnete. Hollan widmete sich in dieser Zeit intensiv seiner Malerei, stellte aber während 15 Jahren nicht aus. Seinen alten Renault 4L funktionierte er zu einem mobilen Atelier um und fuhr damit auf der Suche nach geeigneten Motiven quer durch Europa, von Nordschottland bis Italien. Seinen Lebensunterhalt verdiente er als Illustrator und Grafiker. 
1978 fand die erste Einzelausstellung statt. 1984 kaufte er sich ein Bauernhaus in Gignac im Languedoc. Seither teilt er sich die Zeit zwischen Paris bzw. Ivry, wo er jeweils im Winter in seinen Ateliers an seinen Stillleben arbeitet, und seinem Haus in Südfrankreich, wo er im Sommer draußen Bäume zeichnet. Es dauerte lange, bis Hollans Bedeutung anerkannt wurde. Er konnte zwar regelmäßig in Pariser Galerien ausstellen, erst um die Jahrtausendwende nahmen ihn aber auch bekanntere Institutionen zur Kenntnis. Ausstellungen fanden statt im Musée Jenisch (2001), im Musée d’art de Joliette (2006), im Museo Morandi in Bologna (2011), im Szépművészeti Múzeum in Budapest (2011), im Musée Fabre in Montpellier (2012) und im Château de Chambord (2013). Das Centre Georges-Pompidou, das Kunsthaus Zürich und die Sammlung Planque in Aix-en-Provence haben unter anderem Werke von ihm erworben.
Hollan befreundete sich mit einer Vielzahl von Schriftstellern, deren Werke er zum Teil illustrierte und die auch über sein Werk schrieben, unter anderem Jacques Ancet, Philippe Jaccottet, Claude Louis-Combet, Luis Mizon, Salah Stétié, Pierre-Alain Tâche, Jong N. Woo, Louise Warren. Besonders wichtig war die Freundschaft mit Yves Bonnefoy, den er 1985 kennenlernte. Insgesamt sind so über vierzig Kunst- und Künstlerbücher entstanden.

## Werk
Hollan beschäftigt sich in seinem Werk im Grunde nur mit zwei Motiven: Bäume und Stillleben (die er auch im Französischen wie im Englischen und Deutschen als „vie silencieuse“ und nicht – wie sonst üblich – als „nature morte“ bezeichnet). Hinter diesen beiden Motiven stehen die Themen Bewegung (die Bäume) und Stillstand. Hollan geht es dabei darum, die Wahrnehmung und Empfindung des Betrachters zu malen und zu zeichnen, und nicht um eine möglichst „realistische“ Wiedergabe der sichtbaren Oberfläche. Er bezeichnet seine Malerei daher auch als „Forschung“ (recherche). Yves Bonnefoy meinte, es gehe Hollan um die Sichtbarmachung eines Unsichtbaren. Diese Forschung oder Suche wird begleitet von Notizen und Aufzeichnungen, die Hollan in mittlerweile vier Bänden veröffentlicht hat.
Hollan setzt bei seiner Malerei verschiedene Techniken ein (Lavierung, Kohle, Acrylfarben).

## Ausstellungen
- 2001: Musée Jenisch in Vevey
- 2006: Musée d’art de Joliette
- 2011: Museo Morandi in Bologna
- 2011: Szépművészeti Múzeum in Budapest
- 2012: Musée Fabre in Montpellier
- 2013: Château de Chambord
- 2016: Musée de Lodève
- 2023: Szépművészeti Múzeum in Budapest[5]

## Publikationen

### Notate und Essay
- Je suis ce que je vois. Notes sur la peinture et le dessin. Bd. 1: 1975–1996. Le Temps qu’il fait, Cognac 1997.
- Je suis ce que je vois. Notes sur la peinture et le dessin. Bd. 2: 1997–2005. Le Temps qu’il fait, Cognac 2006.
- Je suis ce que je vois. Notes sur la peinture et le dessin. Bd. 3: 2006–2011. Le Temps qu’il fait, Cognac 2013.
- Je suis ce que je vois. Notes sur la peinture et le dessin, 1975–2015. Durchgesehene und erweiterte Ausgabe. Erès, Toulouse 2015.
- L’invisible dans l’arbre. Poesis, Paris 2025, ISBN 978-2-492-23910-6.

### Bildbände
- L’invisible est le visible. Donation Alexandre Hollan. Musée Fabre. Snoeck Publishers, Gent 2018.
- Au pont du diable: croquis 1990–2010. Vorwort von Yves Michaud. L’Atelier contemporain, Strasbourg 2018.

### Ausstellungskataloge
- Jerôme Farigoule u. a. (Hg.): Le chemin de l’arbre / A fa útja. Mit einem Essay von Péter Nádas und Texten von Judit Geskó und Pierre Wat. Szépművészeti Múzeum, Budapest 2011.
- Alexandre Hollan: invisible visible. [Katalog anlässlich der Ausstellung Alexandre Hollan „invisible visible“, vom 7. Mai–27. Juli 2001 in der Galerie Annamarie M. Andersen]. Galerie Annamarie M. Andersen, Zürich 2001.
- A l’écoute du visible. Morandi Hollan. Musée Jenisch. Arts et Lettres, Vevey 2001.
- Alexandre Hollan. Questions aux arbres d’ici. Musée de Lodève. Somogy, Paris 2016.

### Von Hollan illustrierte Bücher (Auswahl)
- Philippe Jaccottet: Nuages. Fata Morgana, Saint-Clément-de-Rivière 2002.
- Pierre Voélin: Les bois calmés. La Dogana, Genf 1989.
- Charles Singer: Fêtes pour Dieu. Fleurus, Paris 1978.
- Yves Bonnefoy: La poésie et la gnose. Éditions Galilée, Paris 2016. (Titelblatt)
- Rainer Maria Rilke: La huitième élégie de Duino. Übersetzt und kommentiert von Roger Munier. Fata Morgana, Montpellier 1998.
- Emmanuel Levinas: Paul Celan, de l’être à l’autre. Mit Lavierungen von Alexandre Hollan. Fata Morgana, Saint-Clément-de-Rivière 2002.
- Jacques Ancet: Portrait d’une ombre. Erès, Toulouse 2011.